# Lijst van eenheden van het Korps Mariniers
Deze lijst van eenheden van het Korps Mariniers geeft een overzicht van de actieve en voormalige eenheden van het Nederlandse Korps Mariniers.

## Organisatie anno 2013

### 1st Marine Combat Group
- Staf
- 10 Combat Service Support Squadron
- 11 Raiding Squadron
- 12 Raiding Squadron
- 13 Raiding Squadron
- 14 Combat Support Squadron
- 15 Recon, Surveillance & Target Acquisition Squadron

### 2nd Marine Combat Group
- Staf
- 20 Combat Service Support Squadron
- 21 Raiding Squadron
- 22 Raiding Squadron
- 23 Raiding Squadron
- 24 Combat Support Squadron
- 25 Recon, Surveillance & Target Acquisition Squadron

### Netherlands Maritime Special Operations Forces
- Staf
- Conventional Squadron (C-Squadron)
- Maritime Counter Terrorism Squadron (M-Squadron)
- Training Squadron (T-Squadron)
- Special Operations Forces Support Group (SOFSG)
- Logistic Support Group (LSG)

### Surface Assault & Training Group
- Staf
- Amphibious Support Group
- FRISC Squadron
- Landing Craft Utility Troop
- Landing Craft Vehicle Personnel Troop
- Landing Craft Control Team

### Seabased Support Group
- Staf
- Equipment Support Troop
- Weapons en Ammo Troop
- Workshop and Transport Troop
- Communications and Information Systems (CIS) Troop

### 32 Raiding Squadron (Marine Squadron Carib sinds juli 2022)
- Staf
- 1 Raiding Troop
- 2 Raiding Troop
- 3 Raiding Troop
- FRISC Troop
- CSS Troop

## Organisatie anno 2007

### 1e Mariniersbataljon
- Stafcompagnie
- 11e Infanteriecompagnie
- 13e Infanteriecompagnie
- 14e Ondersteuningscompagnie

### 2e Mariniersbataljon
- Stafcompagnie
- 21e Infanteriecompagnie
- 22e Infanteriecompagnie
- 23e Ondersteuningscompagnie
- 24e Ondersteuningscompagnie

### 3e Mariniersbataljon
- 31e Infanteriecompagnie
- 32e Infanteriecompagnie

### Amfibisch Ondersteuningsbataljon
- 1e Bootcompagnie
- 2e Bootcompagnie
- Amphibious Beach Unit

### Gevechtssteunbataljon
- 1e Mortiercompagnie
- 2e Mortiercompagnie
- Luchtverdedigingspeloton
- Geniepeloton
- Unit Interventie Mariniers
- Amfibisch Verkenningspeloton
- Mountainleader Verkenningspeloton

### Logistiek Bataljon
- Logistieke compagnie
- Transportcompagnie
- Geneeskundige compagnie

## Organisatie anno 2009

### 1e Mariniersbataljon
- Stafcompagnie
- 11e Infanteriecompagnie
- 13e Infanteriecompagnie
- 14e Ondersteuningscompagnie

### 2e Mariniersbataljon
- Stafcompagnie
- 21e Infanteriecompagnie
- 22e Infanteriecompagnie
- 23e Ondersteuningscompagnie
- 24e Ondersteuningscompagnie

### Amfibisch Gevechtssteunbataljon
- 1e Bootcompagnie
- 2e Bootcompagnie
- Marine Joint Effect Battery
- Maritieme Speciale Operaties (MSO)-compagnie
- Unit Interventie Mariniers

### Amfibisch Logistiek Bataljon
- 1e Combat Service Support compagnie
- 2e Combat Service Support compagnie
- Seabased Support Group